# چرانزی
چرانزی (به ایتالیایی: Ceranesi) یک کومونه در ایتالیا است که در استان جنوا واقع شده‌است.

## خصوصیات
چرانزی ۳۰٫۹ کیلومترمربع مساحت و ۳٬۹۸۳ نفر جمعیت دارد و ۸۰ متر بالاتر از سطح دریا واقع شده‌است.